# 코스모신소재
코스모신소재(COSMO AM&T)는 대한민국의 소재 기업이다.
1973년 삼성그룹 故 이병철 회장의 차남인 故 이창희 회장이 미국 마그네틱미디어와 제휴하여 마그네틱미디어코리아(주)로 설립되었으며 1976년 미디어(주)로 사명을 변경하였다가 1979년 새한전자(주)에 흡수합병되었다. 1980년 다시 새한미디어로 변경하였다. 2011년 코스모화학에 인수되어 코스모신소재로 사명을 변경하였다.
본사는 인천광역시에, 공장은 충주시에 위치하고 있으며, 해외 지사는 일본에만 있고 일본생산시설을 포함해 모두 폐쇄되었다. 과거에 서울 마포, 인천 서구, 미국, 멕시코, 아일랜드에 사업장이 있었으나 모두 폐쇄 또는 매각하였다. 주분야는 필름가공업으로 사업 분야는 비디오 테이프, 오디오 테이프, 토너, 자성산화철, 2차전지용 양극활물질, 기능성필름 등을 생산·공급하고 있다. 자회사로 SAEHAN MEDIA JAPAN INC. 등이 있었다.
새한그룹 기업집단 소속 주력 계열사였으나 새한그룹 해체 이후 워크아웃을 진행하였으며 2006년 론스타, 2008년 골든브리지컨소시엄(SM그룹) 등과 M&A를 진행하였으나 모두 실패하고 2010년 8월 31일에 코스모화학컨소시엄과 M&A 본계약을 체결하며 워크아웃을 졸업했다. 2010년 12월 코스모그룹(GS그룹방계) 계열사로 편입되었으며 새한전자를 계열사(자회사)에서 제외하였다. 2011년 4월 12일 코스모신소재로 사명을 변경하고 자회사였던 TAK정보시스템 보유 지분 전량을 도레이에 매각하였다.